# Вісадар
Вісадар (перс. ويسادار) — село в Ірані, у дегестані Їлакі-є-Арде, у бахші Паре-Сар, шагрестані Резваншагр остану Ґілян. У переписі 2006 року вказане як окремий населений пункт, але без відомостей про чисельність населення.

## Клімат
Середня річна температура становить 11,83 °C, середня максимальна – 26,49 °C, а середня мінімальна – -3,05 °C. Середня річна кількість опадів – 483 мм.
| Клімат поселення                              | Клімат поселення | Клімат поселення | Клімат поселення | Клімат поселення | Клімат поселення | Клімат поселення | Клімат поселення | Клімат поселення | Клімат поселення | Клімат поселення | Клімат поселення | Клімат поселення | Клімат поселення |
| Показник                                      | Січ.             | Лют.             | Бер.             | Квіт.            | Трав.            | Черв.            | Лип.             | Серп.            | Вер.             | Жовт.            | Лист.            | Груд.            |                  |
| Середній максимум, °C                         | 9,29             | 8,42             | 10,06            | 14,74            | 20,08            | 24,60            | 26,49            | 26,16            | 21,77            | 18,54            | 12,94            | 9,62             |                  |
| Середня температура, °C                       | 3,54             | 2,70             | 4,33             | 9,01             | 14,32            | 18,86            | 22,14            | 21,79            | 17,39            | 14,16            | 8,57             | 5,24             |                  |
| Середній мінімум, °C                          | −2,2             | −3,05            | −1,42            | 3,24             | 8,58             | 13,12            | 17,75            | 17,42            | 13,02            | 9,79             | 4,20             | 0,86             |                  |
| Норма опадів, мм                              | 39               | 37               | 55               | 58               | 43               | 22               | 12               | 18               | 38               | 59               | 48               | 54               |                  |
| Середньомісячна швидкість вітру, м/с          | 2.13             | 2.50             | 2.50             | 2.59             | 2.23             | 2.14             | 2.43             | 2.27             | 1.92             | 2.02             | 2.02             | 2.04             |                  |
| Середньомісячна сонячна радіація, кДж/м²·день | 7198             | 9646             | 11859            | 16028            | 19879            | 22595            | 23527            | 19990            | 16638            | 11592            | 8763             | 6849             |                  |
| --------------------------------------------- | ---------------- | ---------------- | ---------------- | ---------------- | ---------------- | ---------------- | ---------------- | ---------------- | ---------------- | ---------------- | ---------------- | ---------------- | ---------------- |
| Джерело:                                      |                  |                  |                  |                  |                  |                  |                  |                  |                  |                  |                  |                  |                  |